# Euselasia eurymachus
Euselasia eurymachus är en fjärilsart som beskrevs av William Chapman Hewitson 1872. Euselasia eurymachus ingår i släktet Euselasia och familjen Riodinidae. Inga underarter finns listade i Catalogue of Life.

## Bildgalleri

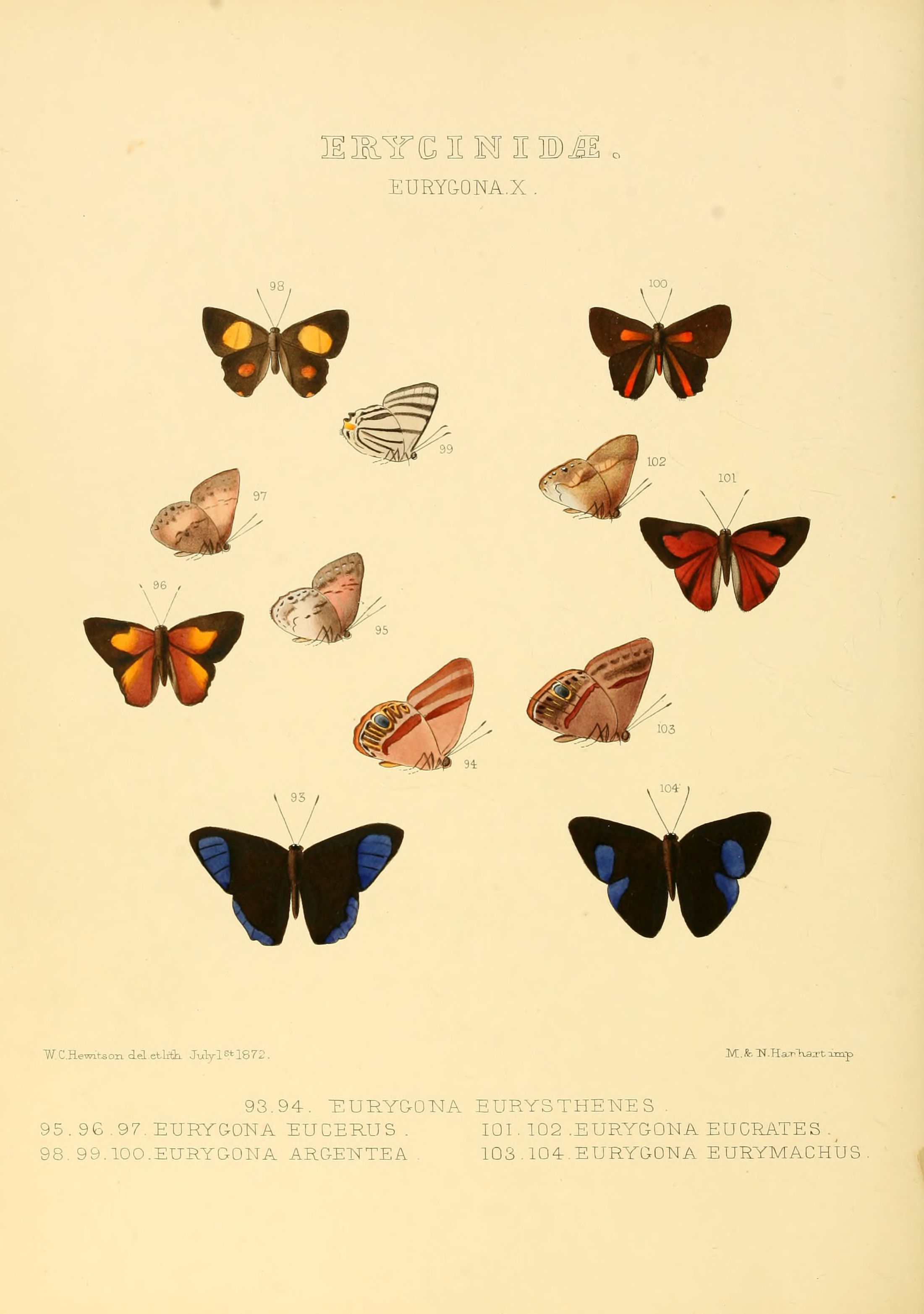